# Lucio Anneo Cornuto
Lucio Anneo Cornuto (en griego antiguo, Ἀνναῖος Κορνοῦτος) fue un filósofo griego que destacó durante el reinado de Nerón (c. 60), cuando su casa de Roma era una escuela de filosofía.

## Vida
Era oriundo de Leptis Magna, en Libia, pero la mayor parte de su vida la pasó en Roma. Es más conocido por ser profesor y amigo de Persio, cuya quinta sátira está dedicada a él, así como a otros destacados estudiantes, como Claudio Agatemero. “A través de Cornuto, Persio conoció a Anneo y a Lucano, quien era de su misma edad, y también discípulo de Cornuto”. Cuando Persio falleció, Cornuto devolvió a las hermanas de éste parte de lo que había heredado, pero se quedó con la biblioteca de Persio, que tenía unos 700 rollos. Revisó las sátiras de su amigo para publicarlas, pero finalmente las dejó en manos de Cesio Baso para que las editase, a petición de éste.
Entre las sátiras de Persio había unos versos que, según los escritos de Suetonio, “incluso dejaron perplejo al mismísimo Nerón, quien reinaba por entonces. El verso dice así:
Auriculas asini Mida rex habet
(El rey Midas tenía orejas de asno)
pero Cornuto lo cambió por:
Auriculas asini quis non habet?
¿Quién no tiene orejas de asno?
para que no fuera tan evidente que estaba dirigido a Nerón.”
En el año 66 o 68 Nerón expulsó a Anneo Cornuto por haber desacreditado de forma indirecta la historia de los romanos que escribió en verso heroico, y tras esto nada más se supo de él.

## Obra
Fue autor de varias obras de retórica tanto en griego como en latín, como De figuris sententiarum. Gracias a Casiodoro se conservan partes de su tratado De enuntiatione vel orthographia. Servio cita a menudo un comentario que hizo Cornuto acerca de Virgilio, pero las tragedias que mencionó Suetonio no han llegado hasta nosotros.
Cornuto escribió un libro sobre Retórica, y un comentario acerca de las Categorías de Aristóteles (πρὸς Ἁθηνόδωρον καὶ Ἀριστοτέλην), cuya filosofía atacaba junto con su compañero estoico Atenodoro. También escribió un libro llamado Sobre las propiedades (Περὶ ἐκτῶν).

### Compendio de teología griega
Su mayor contribución, el tratado filosófico Theologiae Graecae compendium (Compendio de teología griega), es un manual de “mitología popular según las interpretaciones etimológicas y simbólicas de los estoicos”. Fue el primer ejemplo de lo que sería un tratado educativo romano, y ofrecía una recopilación de la mitología griega basándose en una lectura etimológica muy elaborada. Cornuto buscaba retomar las antiguas creencias que la gente primitiva tenía acerca del mundo examinando todos los nombres y títulos de los dioses. El resultado, para un lector actual, es a menudo extraño, con muchas etimologías forzadas, como puede apreciarse en el primer párrafo de la obra en el que Cornuto describe al dios Urano:

Urano, muchacho mío, abarca toda la tierra y el mar, así como todo lo que hay en ellas. Por ello adquirió ese nombre, ya que está en un “plano superior” [ouros anô] de todas las cosas y “marca los límites” [horizôn] de la naturaleza. Algunos dicen, no obstante, que se le llama Urano [ouranos] porque “cuida” [ôrein] o “se ocupa” [ôreuein] de las cosas, esto es, porque las protege, por lo que también se le llama “el guardián de las puertas” [thyrôros] y “el que vigila cuidadosamente” [polyôrein]. Aunque otros derivan su etimología de "ser visto en los altos" [horasthai anô]. Junto con todo lo que abarca, se le llama el “mundo” [kosmos] por estar “ordenado de forma tan bonita”.

El libro continúa con un lenguaje similar, procediendo a describir a dioses como Zeus, Hera, Crono y Poseidón, y también a las Erinias, las Moiras, las Musas y las Cárites. El tratado permanece como una importante subcorriente de la física estoica.
Nos cuenta que el mundo tiene un alma que lo conserva llamada Zeus, quien mora en el Cielo y cuya sustancia es ardiente. Zeus es la energía que lo impregna todo, y también quien asigna el Destino de cada persona. Los dioses nos han dado Razón (Logos), no parar hacer el mal sino para ser parte de la Razón divina del universo:

Océano es el Logos que “se desliza rápidamente” y cambia de continuo, mientras que Tetis es la estabilidad de las cualidades. Pues de su combinación o mezcla han surgido todas las cosas que existen; y nada existiría si cualquiera de ellos, en su pureza, se hubiera sobrepuesto al otro.

### Obras de atribución dudosa
Las Scholia a Persio también se atribuyen a Anneo Cornuto, pero éstas datan de una época bastante más posterior, el periodo Carolingio, según Jahn. Las llamadas Disticha Cornuti pertenecen a la Alta Edad Media.
En 1891, Johannes Graeven propuso que un Cornuto escribió un tratado de retórica anónimo (el Anónimo Segueriano) en el siglo III. Generalmente no se acepta esta atribución y, en todo caso, se referiría a un Cornuto que viviera en una época posterior.